# 망각 곡선

망각 곡선의 예

망각 곡선 가설(영어: forgetting curve hypothesizes)은 19세기 후반에 독일의 심리학자 헤르만 에빙하우스(H. Ebbinghaus)가 망각에 대해 연구한 후, 시간 경과에 따라 나타나는 일반적인 망각의 정도를 그래프를 통해 제시한 가설(假說)이다. 이 그래프는 기억을 유지하려는 추가적인 시도 즉 의식적인 반복 학습이 없을 경우 시간이 지남에 따라 발생하는 기억의 손실 정도를 보여주고 있다.
그의 연구에 따르면 망각은 학습 직후 20분 내에 41.8%가 발생하여 가장 많이 일어난다고 한다. 또한 그는 자신이 제시한 망각 곡선을 바탕으로 한 기억유지 시간연장 실험을 통하여, 기억을 오래 유지하기 위해서는 반복학습과 더불어 일정한 시간 간격을 두고 규칙적으로 여러 차례에 걸쳐 분산학습 하는 것이 효과적이라고 주장하며 이를 간격 효과라 명명하였다.
에빙하우스는 시간의 흐름에 따른 기억과 망각의 양을 연구하기 위해 스스로 피험자가 되어 직접 실험에 참가하였고 실험의 객관성을 유지하기 위해 의미 없는 철자를 만들어 사용했다. 1879년에 시작하여 약 6년간 진행된 연구의 결과는 1885년에 《기억에 관하여》 라는 책으로 발표되었으며, 훗날 기억, 학습 연구의 원형(原型)으로서 큰 기여를 하게 되었다.
그러나 연구에 사용된 자료가 무의미 한 것이었고, 피험자가 1명뿐인 자기자신이었으며, 단순히 기계적 학습만을 실시한 실험연구의 한계성이 있는 불완전한 것이었다. 따라서 의미있는 기억자료를 사용하거나 피험자별 능력의 차이나 암기기교, 의미부여, 시간적, 공간적 조건, 학습자의 생리, 심리, 사회적 조건 등 다양한 변수를 적용했다면 그 결과는 충분히 달라질 수 있으며, 실질적 이해를 기본으로 진행되는 유의미 학습환경에 그의 가설이나 그가 제시한 해결책을 무분별하게 적용하는 것은 무리가 있다는 비판이 제기되고 있다.
에빙하우스의 연구결과는 과학성이라는 관점에서 볼 때, 과학적인 법칙(Law)이 결코 아니며 한계성과 불완전성을 분명하게 내포하고 있는 가설(假說, hypothesizes)에 불과함으로 맹신하는 것은 적절치 않다는 사실이다. 에빙하우스가 제시한 망각 곡선에는 한계성이 있기 때문인데, 이는 한번 배운 자전거 타는 법은 평생 기억하는 절차기억 등이나 '911 테러' 같은 매우 충격적이어서 감정이 개입한 사건 기억 등에 대한 적용에는 불가하듯이 모든 학습이 아니라 기계적 학습과 같은 특수한 경우에만 나타나기 때문이다. 또한, 기억재료와 기타 조건에 따라서는 학습 직후보다도 어느 정도 시간이 지난 후에 기억, 재생이 더 뛰어나다는 과회상(過回想 reminiscence) 현상이 20세기 초에 밸러드(Ballard)에 의해 과학적으로 증명되면서 망각곡선 가설의 불완전성을 드러내기도 했다. 결국 보편화할 수 없음에도 불구하고 무리하게 적용할 경우에 성급한 일반화(hasty generalization)의 오류를 범할 수 밖에 없다.

## 개요
헤르만 에빙하우스는 독일의 정신물리학자 구스타프 페흐너가 저술한 "정신물리학의 요소"(Elementer Psychophysik)를 읽고 큰 자극을 받은 후, 심리학을 본격적으로 공부하였고, 1879년부터 기억에 관한 실험과 연구를 시작했다. 그는 기억된 정보가 얼마나 오래 지속되는지, 망각을 일으키는 요인이 무엇인지에 대해서 연구했다. 망각이란 시간의 경과에 따라 자연스럽게 발생하는 현상임을 이미 인지하고 있었기에 그의 연구 대상은 시간 경과에 따른 망각의 정도(망각률)를 측정하는 것이었지 망각이라는 현상 그 자체는 아니었다.
이런 그의 실험연구에 있어서 당대에 학습 동기가 잘 갖추어진 적당한 피험자를 구하는 일이 어려웠으므로, 그는 스스로 피험자가 될 수 밖에 없었다. 또한 의미 있는 것이 더 잘 기억된다는 사실을 고려하여, 의미의 영향을 받지 않는 순수한 기억 흔적을 연구하고자 "WID"와 "ZOF"와 같이 자음 2개와 모음 1개로 이루어졌으나 의미가 없는 철자로 구성된 2,300개의 단어를 만든 후, 이것으로 된 목록을 만들었다.
그리고 극히 단순한 기계적인 암기학습을 실시한 후 시간이 경과됨에 따라 이 목록을 틀리지 않게 순서대로 기억해 내는 양을 검토했다. 그는 추가적인 암기학습을 실시하지 않은 상태에서 실시한 암기 테스트의 결과에 맞추어 그래프를 만들었고, 이것을 그는 '보유곡선'(retention curve)이라 명명했다. 그러나 현대들어 '망각곡선'(forgetting curve)이라 불리우며 널리 알려져 있다. 에빙하우스는 연구 결과로 만들어진 ‘망각곡선 가설’을 통하여, 망각의 양은 10분이 지나면서부터 발생하기 시작해서, 20분 내에 가장 급격히 발생하여 42%가 망각되며, 1시간이 지나면 56%, 하루가 지나면 67%, 한 달이 지나면 초기 학습 내용의 79%에 대해 망각현상이 발생한다고 주장했다.
결론적 그의 주장을 살펴보면, 추가적인 반복 학습이 진행되지 않을 상태로 하루를 보낼 경우에 초기 학습 내용의 약 33%만을 기억하게 되고, 한 달이 경과한 시점에는 약 21% 만을 기억할 수 있다는 것이다. 아울러 그는 자신의 연구를 바탕으로 하여 자연적인 망각에 대한 지수를 추정하여 다음과 같은 수식을 만들었다.
{\displaystyle R=e^{-{\frac {t}{S}}}}
{\displaystyle R}은 기억 보유량, {\displaystyle S}는 상대적인 기억력, {\displaystyle t}는 시간이다.
망각 곡선에 관한 연구에서, 에빙하우스는 과잉 학습의 효과를 알아냈다. 해당 요소를 기억하는데 필요한 일보다 더 많은 일을 하는 경우 기본적으로 과잉 학습을 달성한 것이라고 볼 수 있었다. 반복 학습은 더 이상 정보를 잃지 않게 하는 것을 보장하고, 반복 학습된 요소의 망각 곡선은 안정적이었다. 또한 해당 요소의 어려운 정도 그리고 스트레스와 수면, 생리학적 요인 등 여러 가지 요인에 의해 좌우된다고 추정했다. 그는 기본적인 망각의 속도는 개인간의 약간의 차이가 있다는 가설을 세우고 이 차이는 연상 기호 표현 능력에 의해 설명될 수 있다고 결론지었다.
아울러, 기본 교육과 연상 기호 기술에 의해서 그 차이를 극복할 수 있다는 가설을 세웠고, 그는 이것을 기억력 증진의 유용한 방법이라고 주장하였다. 가설의 내용은 다음과 같다.
1. 더 나은 기억의 표현 (연상 기호 기술의 사용)
2. 활성된 기억의 반복

그의 전제는 다음 반복이 필요하기 전 학습의 각 반복(거의 완벽한 보존을 위해, 초기 반복은 수 일 내에 필요할 수도 있다, 하지만 수 년 후 나중에 할수도 있다)은 최적의 학습 간격을 증가시킨다는 것이다. 두가지 가설 외 후일의 연구에 의해서 원래의 확실한 학습의 망각은 느리게 진행된다는 가설도 제안되고 있다. 그는 실험 결과로 얻어진 망각에 대한 가설을 1885년에 'Über das Gedächtnis(기억에 관하여)' 라는 책으로 출판하였다. 후에 이 책은 영어로 번역되어 'Memory: A Contribution to Experimental Psychology' 라는 제목으로 출판되었다.
에빙하우스는 망각곡선을 토대로 최적의 반복학습 시기를 제시하기도 했다. 10분 후 반복하면 1일 동안 기억되고, 1일후 반복은 1주일 동안, 1주일 후 반복하면 1개월 동안, 1개월 후 반복하면 6개월 이상 기억된다는 것이다. 또한 정보 기억을 위해 최초로 기억을 만들 때 가능한 오랜 시간을 들여 관심을 갖고 이해를 통해 저장하는 것이 중요하다고 주장하였다.